# (4020) Dominique
(4020) Dominique es un asteroide perteneciente al cinturón de asteroides, descubierto el 1 de marzo de 1981 por Schelte John Bus desde el Observatorio de Siding Spring, Nueva Gales del Sur, Australia.

## Designación y nombre
Designado provisionalmente como 1981 ET38. Fue nombrado Dominique en honor al astrónomo francés Dominique Bockelée-Morvan.